# Protobiella zelandica
Protobiella zelandica is een insect uit de familie van de Berothidae, die tot de orde netvleugeligen (Neuroptera) behoort. 
Protobiella zelandica is voor het eerst wetenschappelijk beschreven door Tillyard in 1923.